# Black Knight (Sir Percy)
Sir Percy van Scandia (niet verwarren met de legendarische Graalridder: Sir Percival of Parzival) is een personage dat bedacht werd door Stan Lee, in samenwerking met Joe Maneely, in 1955 voor Marvel Comics. Hij is een middeleeuwse ridder aan het hof van Koning Arthur. Hij is de legendarische voorvader van de 2de en de 3de Black Knight (volgens andere versies waren er nog twee andere (middeleeuwse) nakomelingen van Sir Percy die de identiteit van de Zwarte Ridder reeds eerder overnamen: Sir Raston en Eobar Garrington): Nathan Garrett en Dane Whitman. Hij was de eerste Black Knight.

## Personageschets

### Oorspronkelijke versie
In de originele versie is Sir Percy een luitspelende flierefluiter, die de reputatie heeft een lafaard te zijn. Verkleed als De Zwarte Ridder strijdt hij voor Koning Arthur en de Ronde Tafel. Na zijn dood verblijft zijn geest als slapend in zijn magische zwaard: The Ebony Blade. Totdat hij zijn nakomeling Dane Whitman uitkiest als zijn rechtmatige (moderne) opvolger.

### Vernieuwde versie
In deze versie heeft Percy (hier is hij eerder minnezanger dan ridder) een tweelingbroer: Richard een dappere paladijn. Deze laatste wordt door Merlijn, de Tovenaar uitgekozen om The Ebony Blade te zoeken. Samen met zijn broer Percy gaat Richard op zoek naar dit zwaard. Het is echter Percy die het zwaard als eerste vindt en uit zijn schede trekt. Door persoonsverwisseling wordt Percy aanzien voor zijn broer en in de rug aangevallen door Mordred. Om de illusie van zijn eigen dood in stand te houden, besluit Richard om naast de rol van The Black Knight, de identiteit van zijn vermoorde broer aan te nemen.